# Coupe Spengler 1985
Navigation
Édition précédente Édition suivante
La Coupe Spengler 1985 est la 59e édition de la Coupe Spengler. Elle se déroule en décembre 1985 à Davos, en Suisse.

## Règlement du tournoi
Les équipes sont regroupés au sein d'un seul groupe. Les équipes jouent un match contre chacune des autres équipes. Le premier de la poule est déclaré vainqueur de la Coupe Spengler.

## Résultats des matchs et classement
| Clt   | Équipe              | PJ | V | D | N | BP | BC | Pts |
| ----- | ------------------- | -- | - | - | - | -- | -- | --- |
| +001, | Spartak Moscou      | 4  | 4 | 0 | 0 | 25 | 6  | 8   |
| +002, | Canada              | 4  | 2 | 1 | 1 | 14 | 12 | 5   |
| +003, | HC Davos            | 4  | 2 | 2 | 0 | 12 | 16 | 4   |
| +004, | Dukla Jihlava       | 4  | 0 | 2 | 2 | 10 | 14 | 2   |
| +005, | Sportbund Rosenheim | 4  | 0 | 3 | 1 | 13 | 26 | 1   |

- Vainqueur de la compétition